# Le Septième Voyage de Sinbad
Série
Le Voyage fantastique de Sinbad
(1973)
Pour plus de détails, voir Fiche technique et Distribution.
Le Septième Voyage de Sinbad (The 7th Voyage of Sinbad) est un film américain, réalisé par Nathan Juran et produit par Charles H. Schneer, sorti en 1958. Il est le premier de la trilogie Sinbad produite par Columbia et conceptualisée et animée par Ray Harryhausen avec une technique spéciale d'animation en volume appelé Dynamation. Deux suites ont été tournées : Le Voyage fantastique de Sinbad sortie en 1974 et Sinbad et l'Œil du tigre sortie en 1977.
En 2008, le film est sélectionné par Le National Film Registry pour être conservé à la Bibliothèque du Congrès aux États-Unis pour son « importance culturelle, historique ou esthétique ».

## Synopsis

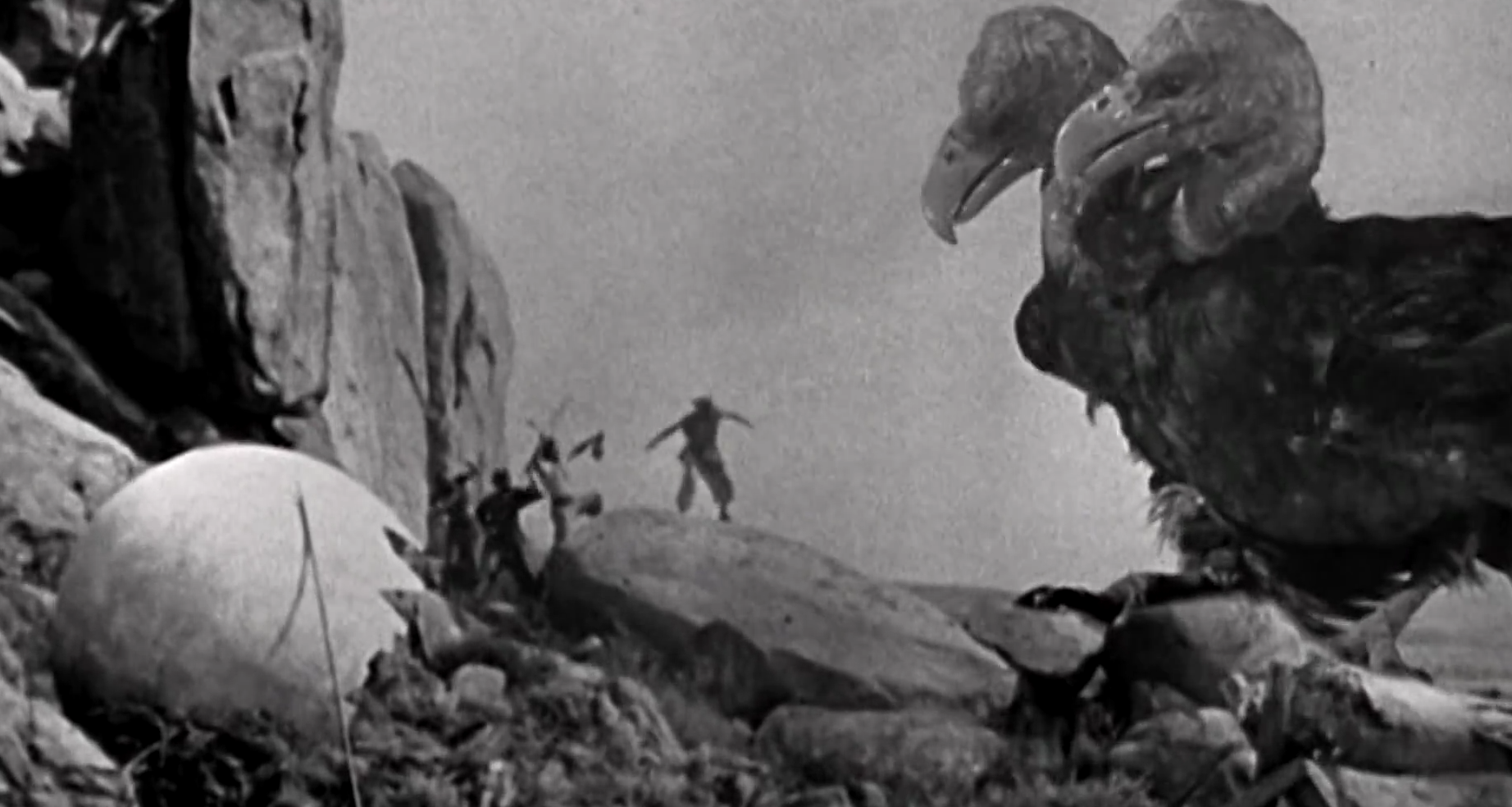
Scène dans le nid de « Roc », l'oiseau géant à deux têtes

Sur la route maritime qui le ramène à Bagdad en compagnie de sa fiancée, la princesse Parisa, Sinbad fait escale sur l'île de Colossa. Il en profite pour tirer Sokurah, un magicien, des griffes d'un énorme cyclope, qui parvient néanmoins à récupérer la lampe magique volée par le sorcier. Pour contraindre Sinbad à retourner sur l'île de Colossa, Sokurah miniaturise la princesse. Seule la coquille d'un œuf de l'oiseau Roc pourra rendre à Parisa sa taille normale. Or l'oiseau en question ne vit que sur l'île maudite.
À l'aide d'un équipage composé de marins patibulaires, Sinbad s'embarque pour y retourner, mais l'aventure ne fait que commencer.

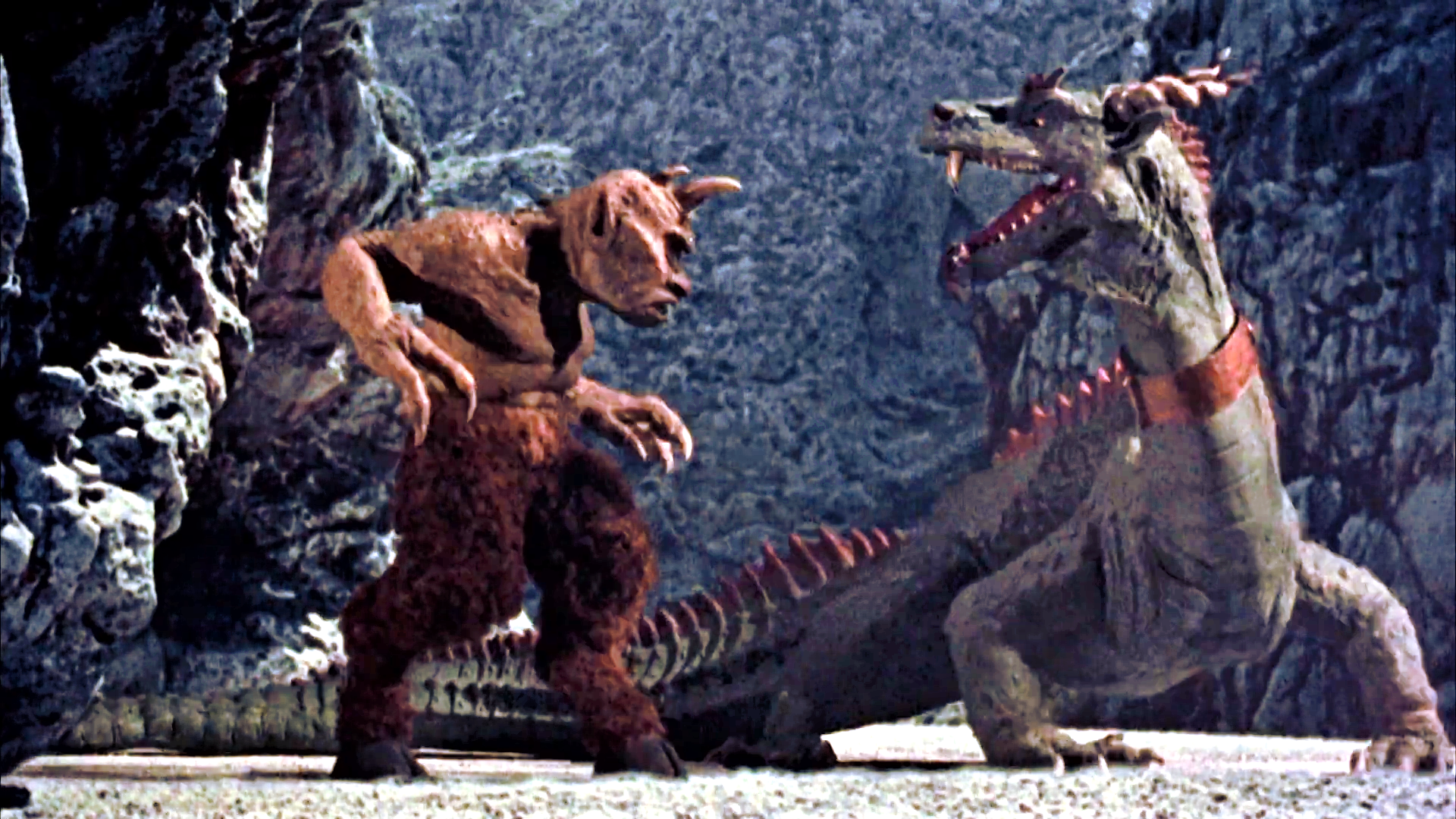
Scène du combat entre le cyclope et le dragon

## Fiche technique
- Titre original : The 7th Voyage of Sinbad
- Titre français : Le Septième Voyage de Sinbad
- Réalisation : Nathan Juran
- Scénario : Ken Kolb
- Décors : Gil Parrondo
- Effets spéciaux : Ray Harryhausen
- Photographie : Wilkie Cooper
- Montage : Edwin H. Bryant et Jerome Thoms
- Musique : Bernard Herrmann
- Production : Charles H. Schneer et Ray Harryhausen
- Société de production : Morningside Movies (États-Unis)
- Sociétés de distribution : Columbia Pictures (Espagne, États-Unis), Sony Pictures Television[1] (France), Swank Films Distribution[1] (France)
- Budget : 650 000 dollars (493 000 euros)
- Pays d'origine :  États-Unis[1],[2]
- Langue originale : anglais
- Format : 35 mm — couleur (Technicolor) — 1,85:1 — monophonique (Westrex Recording System)
- Genre : aventures, fantastique
- Durée : 89 minutes[4],[1]
- Dates de sortie : 
  - Allemagne de l'Ouest : 5 décembre 1958
  - France : 10 décembre 1958[1]
  - États-Unis : 23 décembre 1958
  - Royaume-Uni : 18 janvier 1959
- (fr) Classifications CNC : tous publics, Art et Essai (visa d'exploitation no 20982 délivré le 17 septembre 1958)
- Affiche : Jean Mascii (France)

## Distribution
- Kerwin Mathews (VF : Bernard Woringer) : Sinbad
- Kathryn Grant (VF : Sophie Leclair) : la princesse Parisa
- Richard Eyer (VF : Patrick Maurin) : Barani, le génie de la lampe
- Torin Thatcher (VF : Robert Dalban) : Sokurah, le magicien
- Alec Mango (VF : Fernand Fabre) : le Calife de Bagdad
- Danny Green (VF : Claude Bertrand) : Karim
- Harold Kasket (VF : Michel Gatineau) : le Sultan, père de la princesse Parisa
- Alfred Brown (VF : André Valmy) : Harufa
- Nana DeHerrera (VF : Lita Recio) : Sadi
- Nino Falanga (VF : Roger Rudel) : le marin décharné / un forçat
- Luis Guedes (VF : Henry Djanik) : un homme d'équipage
- Virgilio Teixeira : Ali

## Production

### Tournage
Période de prises de vue extérieures en Espagne : 12 août 1957 au 7 mars 1958, aux Îles Baléares et à Gérone, Grenade et Madrid.
Après le tournage en Espagne, la production s'est poursuivie durant six mois en studio à Londres pour notamment pour tourner les scènes avec le procédé Dynamation.  

## Accueil
Devant le succès commercial que remporta le film, le producteur Edward Small tenta de réitérer l'exploit, allant même jusqu'à engager le même réalisateur (Nathan Juran), le même héros (Kerwin Mathews) et le même méchant (Torin Thatcher), pour son Jack le tueur de géants (1962).

## Distinctions

### Récompense
- National Film Registry 2008 : film conservé à la Bibliothèque du Congrès des États-Unis[3].

### Nominations
- Prix Hugo 1959 : Nathan Juran (réalisateur), Ken Kolb (scénariste) et Ray Harryhausen (effets spéciaux Dynamation), nommés pour le prix du film le plus spectaculaire.
- International Film Music Critics Association 1998 : Bernard Herrmann nommé pour le prix du meilleur nouvel enregistrement d'une musique de film.